# Böttingen
Böttingen település Németországban, azon belül Baden-Württembergben. Lakosainak száma 1425 fő (2023. december 31.). Böttingen Balgheim, Spaichingen, Denkingen, Gosheim, Bubsheim, Königsheim, Renquishausen, Kolbingen, Mahlstetten és Dürbheim községekkel határos.

## Népesség
A település népessége az elmúlt években az alábbi módon változott:
| Lakosok száma | 1039 | 1123 | 1192 | 1177 | 1222 | 1350 | 1442 | 1509 | 1411 | 1425 |
|               | 1961 | 1967 | 1974 | 1980 | 1987 | 1993 | 2000 | 2006 | 2013 | 2023 |